# چیزهای کوچک (فیلم سال ۲۰۰۸)
چیزهای کوچک(به اسپانیایی: Cosas insignificantes‎) یک فیلم درام ساخت کشور مکزیک، در سال ۲۰۰۸ به کارگردانی آندره آ مارتینز و تهیه کنندگی گی‌یرمو دل تورو است.

## بازیگران
- باربارا موری . . . پائولا
- پاولینا گایتان . . اسمرالدا
- کارملو گومس . . . ایوان
- بلانکا گوئرا . . . مارا
- لوسیا خیمه‌نس . . . الی
- فرناندو لوژان . . آگوستو گابریلی
- آرتورو ریوس . . توماس

## لینک‌های اضافی
- Insignificant Things در بانک اطلاعات اینترنتی فیلم‌ها (IMDb)